# داني إيست
داني إيست (بالإنجليزية: Danny East)‏ (26 ديسمبر 1991 في المملكة المتحدة - ) هو لاعب كرة قدم بريطاني في مركز الدفاع. لعب مع غريمسبي تاون ونادي بورتسموث ونادي غيلينغهام ونادي نورثامبتون تاون وهال سيتي ونادي ألدرشوت تاون.

## وصلات خارجية
- داني إيست على موقع Soccerbase.com (لاعب) (الإنجليزية)
- داني إيست على موقع Soccerway.com (الإنجليزية)